# Banda (heráldica)

Banda Dexter heráldica de gules.

En heráldica, se llama banda a la tira o cinta colocada en el escudo desde la parte superior diestra del mismo hasta la inferior siniestra. Siempre es de color, metal o esmalte diferentes de los del campo. Cuando está reducida a una tercera parte de su dimensión ordinaria, se llama cotiza. 
Algunos aducen que la banda representa el bálteo de que pendía la espada de los antiguos caballeros y la faja que se ceñían para distinguirse en las Cruzadas.
Como atributo heráldico, la banda recibe diferentes calificaciones: bordada, celosiada, cargada, contra almenada, engolada, etc.
BANDA DEXTER
La banda habitual en ocasiones se denomina "Curva Dexter" (banda de la derecha), muy utilizada por la Casa Real de Borbón y Casa de Borbón (España), lo cual indica los descendientes legítimos de una familia noble o de una casa real, como en los casos del escudo de los hijos de un duque o marqués, el escudo de los condes o de los vizcondes ostentará la banda dexter. Banda engullida o el engullido, tal caso en la heráldica española, las curvas pueden ser engullidas o tragadas por las cabezas de dragones o lobos. Un famoso ejemplo de esto está en el Real Recodo de Castilla, Casa Real de Castilla y sus variadas bandas dexter denominadas bandas de Castilla.
Se necesita contrastar con la "Curva Siniestra" (banda de la izquierda), que corre en dirección contraria.
BANDA SINIESTRA
La faja siniestra o banda que se lleva en diagonal desde el hombro izquierdo (latín siniestro significa izquierda) indica descendientes ilegítimos.
La "Curva Siniestra" (banda de la izquierda) y sus diminutivos, como el bastón siniestro, son raros como motivo independiente; ocurren más a menudo como marcas de distinción. El término "barra siniestra" es un término erróneo cuando se usa en este contexto, ya que la "barra" en heráldica se refiere a una línea horizontal. Incluyendo la banda siniestra reducida en tamaño, tales:  a la de un bendlet (estrecho) o bastón (que termina cerca del borde del escudo), fue una de las brisures (diferencias) más comunes que se agregaron a las armas de los descendientes ilegítimos de los señores aristocráticos europeos Tal ascendencia real se consideraba una marca de honor, y en la mayor parte de Europa, los hijos ilegítimos de los nobles, a pesar de tener pocos derechos legales, eran considerados como nobles y casados dentro de las familias más aristocráticas.
Esta era la marca habitual utilizada para identificar a los descendientes ilegítimos, en particular de la familia real inglesa que data del siglo XV, como en los brazos de Arturo Plantagenet de la Casa Real de Plantagenet, primer vizconde de Lisle, hijo ilegítimo de Eduardo IV de Inglaterra.